# John Patrick Foley
Pour les articles homonymes, voir Foley.
John Patrick Foley (né le 11 novembre 1935 à Darby, en Pennsylvanie, dans l'archidiocèse de Philadelphie où il est mort le 11 décembre 2011) est un cardinal américain, archevêque depuis 1984, président du Conseil pontifical pour les communications sociales du 5 avril 1984 au 27 juin 2007, et grand maître de l'Ordre équestre du Saint-Sépulcre de Jérusalem du 27 juin 2007 au 29 août 2011, ayant démissionné pour cause de maladie.

## Biographie

### Études
John Patrick Foley a obtenu une maîtrise d'histoire et un diplôme de philosophie du séminaire Saint-Charles-Borromée de Philadelphie. 
Une fois prêtre, il a poursuivi ses études à Rome en obtenant un doctorat en philosophie à l'université pontificale Saint-Thomas-d'Aquin (Angelicum).
Enfin, de retour aux États-Unis, il a complété sa formation par un master degree de journalisme.

### Prêtre
Il a été ordonné prêtre le 19 mai 1962 pour l'archidiocèse de Philadelphie et a été nommé vicaire de l'église du Sacré-Cœur à Manoa, Havertown. Il a ensuite été envoyé à Rome pour poursuivre ses études, ce qui lui permit de suivre le concile Vatican II de 1963 à 1965 comme correspondant d'un journal catholique de Philadelphie. Revenu aux États-Unis, il a été directeur du Catholic Standard and Times de Philadelphie de 1970 à 1984.

### Archevêque
Le 9 avril 1984, il a été nommé président du Conseil pontifical pour les communications sociales, et nommé archevêque titulaire de Néapolis-en-Proconsulaire (de). Il a été consacré dans la cathédrale de Philadelphie le 8 mai 1984 par le cardinal John Joseph Krol. Il a également été président du conseil d'administration du Centre de télévision du Vatican et membre du Conseil pontifical pour la culture de 1984 à 1989.
A la direction du Conseil pour les communications sociales, Foley dirige notamment la rédaction de la Liste des meilleurs films selon le Vatican.

### Cardinal
Le 24 novembre 2007, le pape Benoît XVI l'a créé cardinal avec le titre de cardinal-diacre de Saint-Sébastien du Palatin et nommé grand-maître de l'ordre équestre du Saint-Sépulcre de Jérusalem en remplacement du cardinal Carlo Furno.
Le 12 juin 2008, il est nommé membre de la Congrégation pour le culte divin et la discipline des sacrements et de la Congrégation pour l'évangélisation des peuples.
Malade, il présente sa démission le 8 février 2011 et rencontre le pape le surlendemain. Il rejoint ensuite la villa Saint-Joseph, maison de retraite pour les prêtres à Darby près de Philadelphie le 12 février. L'acceptation de sa démission et le nom de son successeur sont annoncés le 29 août. Il meurt le 11 décembre suivant.